# Филонилла и Зинаида
Филонилла и Зинаида — святые мученицы, родственницы и ученицы апостола Павла.
Память — 11 октября (старый стиль).
Родом из города Тарс Киликийский.
Оставив дом и имущество, поселились близ города Деметриада, в пещере.
Хорошо знакомые с врачебным искусством, оказывали врачебную помощь всем приходившим к ним больным и вместе с тем проповедовали Христа.
Язычники побили их камнями.